# International Standard Name Identifier

Logo ISNI

International Standard Name Identifier (ISNI) – unikalny identyfikator służący wystandaryzowanej identyfikacji 
obiektów, podmiotów, autorów dzieł, utworów i publikacji.
Identyfikator ISNI stosowany i opracowany jest od 2012 roku przez Międzynarodową Organizację Normalizacyjną (ISO) w formie projektu normy międzynarodowej ISO 27729, norma została opublikowana 15 maja 2012 r. Opracowanie i aktualizacja normy należy do obowiązków komitetu technicznego 46, podkomitet 9 (TC 46 / SC 9) normy ISO.